# Broniszewice
Broniszewice – wieś w Polsce położona w województwie wielkopolskim, w powiecie pleszewskim, w gminie Czermin, nad Prosną. 
Wieś składa się z trzech odrębnych założeń urbanistycznych: zespołu folwarcznego Marianin na południu, założenia pałacowego w centralnej części oraz zespołu folwarcznego w przysiółku Polskie na północnym wschodzie.  
W latach 1954–1968 wieś należała i była siedzibą władz gromady Broniszewice, po jej zniesieniu w gromadzie Czermin.

## Historia
Rzeczka Modłowa była zapewne miejscem kultu jeszcze pogańskich Słowian. Takie miejsca kultowe były często przekształcane w miejsca kultowe chrześcijańskie.
Nazwa Broniszewic pochodzi od jej późniejszego właściciela Bronisza, zapewne pochodzenia czeskiego. Okoliczne dobra były własnością księcia Mieszka Starego. Okolice przyszłych Broniszewic, Grodziska i kilka innych osad dał Mieszko jako wiano drugiej żonie Eudoksji, która nadała owe dobra sprowadzonym do Polski bożogrobcom. 12 zakonników z siedzibą w Grodzisku gospodarowało majątkiem niezbyt zręcznie. Dobra były sprzedawane lub dzierżawione. W Broniszewicach, w rozwidleniu rzek Kijowca i Modłowy powstał gródek rycerski, spełniający także rolę zajazdu dla kupców i wędrowców przed przeprawą na drugą stronę Prosny. Grodek był otoczony sześciometrowej szerokości fosą. Był własnością biskupa gnieźnieńskiego. Znamy ostatniego dowódcę, rycerza Grzegorza, jak podaje Jan Długosz bardzo zacnego i dzielnego.
Gródek biskupi i okoliczne dobra bożogrobców zostały nabyte przez Bronisza na początku XV w. Pierwej zapewne już te majętności dzierżawił, jako że nazwa Broniszewice pojawiła się już przed nabyciem przez owego tych ziem i osad. Dawna nazwa rzeki i osady Modłowa przetrwała jeszcze prawie jeden wiek. Jak podaje Długosz, był tu pierwszy kościółek, zapewne rodzaj rotundy w grodzisku rycerskim, pod wezwaniem Najświętszej Marii Panny. Nowy kościół wystawiono na początku XV w., konsekrowany przez pierwszego prymasa Polski Mikołaja Trąbę w 1422.
Broniszewice po raz pierwszy były wzmiankowane w 1393 lub pomiędzy 1406 a 1412 rokiem, gdy były gniazdem rodu Broniszów herbu Pomian. Parafię utworzono w 1411 r. dzięki staraniom kanonika kujawskiego Mikołaja Broniszewskiego. Wieś w średniowieczu była ośrodkiem dóbr rycerskich. Na znajdującym się w pobliżu pałacu kopcu odkryto pozostałości murowanej wieży mieszkalnej. Do dzisiaj widoczne jest niewielkie wzniesienie otoczone pozostałościami fosy. 
W 1446 Stanisław Bronisz przekazał bądź sprzedał wieś swojemu pasierbowi, Janowi Rusockiemu i jego synom, Janowi i Bartłomiejowi z Suchorzewa. Wieś pozostała własnością rodu Suchorzewskich herbu Zaremba do początków XVII wieku: w 1618 są oni wzmiankowani jako właściciele części wsi). Jeszcze w XVI wieku ród ten dołączył do braci czeskich i tej wspólnocie przekazał lokalny kościół, który jednak wrócił do katolików przed śmiercią Stanisława Suchorzewskiego w 1615 roku. Ministrami zboru w Broniszewicach byli Adam Mollerus, a po nim Jan Wiglef. Z biegiem lat wieś podupadła, już w drugiej połowie XVI wieku nie była wymieniana w rejestrach poborowych.
W 1637 wieś odziedziczył Świętosław Lipski, proboszcz kolegiaty w Choczu. W 1713 właścicielem dworu, folwarku i dóbr wsi był miejscowy pleban Łukasz Wielowiejski. W połowie XVIII wieku (ok. 1750 roku) dobra te przeszły na własność Józefa Wężyka, kasztelana konarskiego i sieradzkiego. W rękach jego spadkobierców wieś pozostała do 1858 roku.
W roku 1907 została rozparcelowana przez niemiecką Komisję Kolonizacyjną.
W okresie powojennym w pałacu w stylu eklektycznym powstał Dom Pomocy Społecznej, który jest prowadzony przez siostry dominikanki. W 2018 otwarto przy nim Dom Chłopaków przeznaczony dla 56 chłopców niepełnosprawnych intelektualnie. W otwarciu udział wzięli m.in. Jan Pospieszalski i Małgorzata Pieńkowska.

## Podział
We wsi wyróżnia się następujące historyczne przysiółkiː Stare Polskie, Nowe Polskie, Stara Wieś, Mazury, Podwórze, Marianin, Górka.

## Osoby
Sołtysem Broniszewic był Jan Błaszczak, wybrany na posła Sejmu II RP. Z Broniszewic pochodziła pisarka Józefa Kisielnicka.

## Transport
We wsi znajdował się przystanek zdemontowanego odcinka Krotoszyńskiej Kolei Dojazdowej, Krotoszyn - Pleszew z przystankiem Broniszewice. Linia jest nieeksploatowana od 1978.

## Zabytki
- Pałac z 1892 roku w stylu eklektycznym (obecnie Dom Pomocy Społecznej), park
- Kościół Świętych Apostołów Piotra i Pawła z 1914 roku w stylu neobarokowym wraz z plebanią i organistówką
- Kościół św. Michała Archanioła z 1896 roku w stylu neogotyckim
- Oberża z 1905 roku
- Szkoła w Broniszewicach Nowych (Górka) z 1906 roku
- Szkoła w Broniszewicach Starych z 1870 roku
- Kopiec rycerski "motte" na wysepce w pobliżu pałacu
- Gorzelnia Skórzewskich z 1853 roku